# Otto Fischer
Otto Fischer (Vienna, 1º gennaio 1901 – Liepāja, 1º luglio 1941) è stato un calciatore e allenatore di calcio austriaco di origini ebraiche, di ruolo attaccante, vittima dell'Olocausto.

## Biografia
Otto Fischer nacque a Vienna nel 1901. Visse in Austria, Italia, Cecoslovacchia, Croazia, prima di stabilirsi a Liepāja in Lettonia nel 1936, dove oltre che allenatore svolse anche la professione di fabbro. Di origini ebraiche, quando la Wehrmacht raggiunse la Lettonia, nel 1941, venne ucciso nel massacro di Liepāja.

## Carriera

### Calciatore
Attaccante, cominciò a giocare a calcio nell'Hertha Vienna prima di passare, nel 1921, al Karlsbader, club membro della Deutschen Fußball-Verbandes, la federazione delle società cecoslovacche di lingua tedesca. Qui disputò due stagioni prima di tornare a Vienna per giocare col First, chiudendo al secondo posto in campionato in due occasioni.
Nel 1926 fu tesserato per l'Hakoah e partecipò alla tournée nordamericana del club. Fu ceduto nella stagione 1927-1928, a campionato in corso, al Wacker Vienna, dove la sua carriera finì prematuramente per un infortunio.

### Allenatore
Dopo aver allenato in Cecoslovacchia il Saaz, altra formazione della minoranza tedesca, guidò il Concordia Zagabria nella massima serie jugoslava e, nel 1936, raggiunse Liepāja dove divenne allenatore dell'Olimpija, con cui vinse per tre volte il titolo nazionale. Rimase in Lituania anche dopo l'occupazione sovietica, fino al luglio 1941, quando fu ucciso dalle truppe tedesche.

## Palmarès
- Campionato lettone: 3

Olimpija Liepāja: 1936, 1937-1938, 1938-1939